# الجالية اليهودية في مليلية
تعد الجالية اليهودية في مليلية واحدة من أقدم وأصغر المجتمعات في إسبانيا، لكنها لعبت دورًا رئيسيًا في تاريخ المدينة وتطورها. وكانت مليلية ، الواقعة في شمال أفريقيا، تاريخيا نقطة التقاء بين مختلف الثقافات والأديان، وكان اليهود حاضرين فيها منذ العصور القديمة. لقد تم صياغة تاريخها على مر القرون، من خلال دمج مختلف فروع الطائفة اليهودية، سواء السفاردية أو المغاربية، في هوية مشتركة. 

## تاريخ
يمكن إرجاع الوجود اليهودي في مليلية إلى القرن الأول قبل الميلاد، عندما كان جيب روسادير الفينيقي، والذي عُرف فيما بعد باسم مليلية، جزءًا من شبكة تجارية شملت المستوطنات اليهودية في جميع أنحاء شمال إفريقيا. خلال الحكم الروماني، تأسست المجتمعات اليهودية في جميع أنحاء المنطقة، بما في ذلك ما يعرف الآن بالمغرب . بعد خراب الهيكل في أورشليم سنة 70م. ج.، استقر العديد من اليهود في شمال أفريقيا، وهي عملية استمرت لعدة قرون. 
في القرن الخامس عشر، ومع طرد اليهود من إسبانيا عام 1492، لجأ العديد من السفارديم إلى شمال إفريقيا، بما في ذلك منطقة المغرب. على مر القرون، انقسمت المجتمعات اليهودية في المغرب إلى فرعين كبيرين: الميجوراشيم (اليهود السفارديم الذين أتوا من إسبانيا) والتوشابيم (اليهود المغاربيين، أحفاد أولئك الذين عاشوا بالفعل في المنطقة). 

### عودة الطائفة اليهودية في مليلية
تكثف وصول الجالية اليهودية إلى مليلية في القرن التاسع عشر. بعد الحرب الإفريقية (1859-1860) وتوقيع معاهدة واد راس ، انتقل العديد من اليهود من تطوان إلى مليلية. هؤلاء اليهود السفارديم، أحفاد أولئك الذين طردوا من إسبانيا عام 1492، تحدثوا بالجاكيتيا (لهجة يهودية إسبانية) وحافظوا على تقاليد ثقافية إسبانية غنية. ابتداءً من عام 1862، بعد صلح أود راس، غادرت مجموعة من اليهود تطوان واستقروا مع القوات الإسبانية في مليلية، حيث بدأوا في الازدهار بسرعة. 
في عام 1881، بعد بناء المنازل في حي مانتيليتي، بدأت الجالية اليهودية في تنظيم نفسها بطريقة أكثر رسمية. أسس التاجر السفارديم جوزيف ليفي، مع أعضاء آخرين في المجتمع، الحي العبري ، الذي أصبح المركز الاقتصادي والاجتماعي للمجتمع. 
في الوقت نفسه، في منطقة الريف، أجبرت التوترات السياسية والانتفاضات ضد السلطان مولاي عبد العزيز العديد من اليهود المغاربيين، المعروفين باسم توشابيم، على ترك منازلهم واللجوء إلى مليلية. حدث وصول هؤلاء اليهود المغاربة بشكل رئيسي بين عامي 1903 و1904، عندما فرت آلاف العائلات من العنف في مدن مثل تازة . في البداية، كان لدى هؤلاء اليهود تدريب ثقافي واقتصادي أقل من السفارديم، ولكن مع مرور الوقت اندمجوا في المجتمع اليهودي السفارديم وساهموا في تشكيل مجتمع إسرائيلي موحد. 

### التوسع والتطور في القرن العشرين
خلال العقود الأولى من القرن العشرين، نمت الجالية اليهودية في مليلية بشكل ملحوظ، حيث وصل عدد سكانها إلى حوالي 7000 شخص في عام 1930. خلال هذا الوقت، كان ليهود مليلية دور أساسي في التنمية الاقتصادية للمدينة، وذلك بفضل قدرتهم التجارية. وكان لهم دور أساسي في ربط مليلية بالمناطق الداخلية من المغرب، وتسهيل تجارة المنتجات الأفريقية مع أوروبا. 
أدى إنشاء المحمية الإسبانية في المغرب عام 1911 إلى زيادة الفرص التجارية ليهود مليلية. ومع ذلك، مع انتهاء الحماية عام 1956 واستقلال المغرب، هاجر العديد من يهود المدينة إلى إسبانيا وإسرائيل وأمريكا ، مما أدى إلى انخفاض أعدادهم بشكل كبير في مليلية. 
واليوم، تظل الجالية اليهودية في مليلية جزءًا مهمًا من الحياة الاجتماعية والثقافية والاقتصادية للمدينة، على الرغم من انخفاض عدد سكانها بشكل كبير. ويعيش في مليلية حوالي ألف يهودي، ولا يزال وجودهم مهمًا في الحياة اليومية للمدينة، خاصة في المجال التجاري. 
يظل يهود مليلية في الغالب من السفارديم، لكنهم يحافظون أيضًا على تراث ثقافي مغاربي غني بسبب اندماج المجموعات المختلفة التي شكلت المجتمع على مر القرون. تحتفظ الطائفة بالعديد من المؤسسات الدينية والثقافية النشطة، مثل الكنيس والمدرسة السفارديمية في مليلية، وتحتفل بالأعياد اليهودية بحماس. بالإضافة إلى ذلك، تعد المدينة موطنًا لواحدة من المقابر اليهودية القليلة في إسبانيا، والتي تظل رمزًا للوجود اليهودي التاريخي في المدينة. 
كما أن مساهمة اليهود في الهندسة المعمارية لمليلية ملحوظة أيضًا، خاصة في تطور حداثة مليلية ، حيث توجد العديد من المباني التي بناها أفراد المجتمع. 
على الرغم من كونهم مجتمعًا صغيرًا من حيث العدد، إلا أن يهود مليلية ما زالوا يشكلون جزءًا أساسيًا من طابع المدينة المتعدد الثقافات، مما يساهم في الحفاظ على تنوعها الديني والثقافي. 

## روابط خارجية
- صفحة الجالية اليهودية بمليلية .
- الحي اليهودي في مليلية